# Dzongkhag

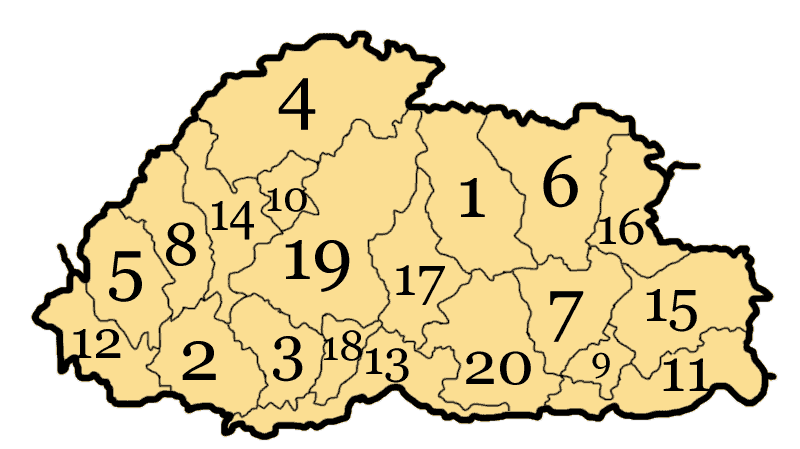
Dzongkhag van Bhutan.

De dzongkhag (zowel meervoud als enkelvoud) zijn de districten van Bhutan. Bhutan is onderverdeeld in 20 van deze dzongkhag. Het land is verder onderverdeeld in 201 gewogs (blok of groepen van plaatsen) en thromdes (gemeentes).
1. Bumthang
2. Chukha (oude spelling Chhukha)
3. Dagana
4. Gasa
5. Haa
6. Lhuntse (oude spelling Lhuntshi)
7. Mongar
8. Paro
9. Pemagatshel (oude spelling Pemagatsel)
10. Punakha
11. Samdrup Jongkhar
12. Samtse (oude spelling Samchi)
13. Sarpang
14. Thimphu
15. Trashigang (oude spelling Tashigang)
16. Trashiyangste
17. Trongsa (oude spelling Tongsa)
18. Tsirang (oude spelling Chirang)
19. Wangdue Phodrang (oude spelling Wangdi Phodrang)
20. Zhemgang (oude spelling Shemgang)